# 24 Heures de Daytona 1994
Navigation
Édition précédente Édition suivante
Les 24 Heures de Daytona 1994 (officiellement appelé le 1994 Rolex Daytona 24 Hours), disputées sur les 5 février 1994 et 6 février 1994 sur le Daytona International Speedway ont été la trente-deuxième édition de cette épreuve, la vingt-septième sur un format de vingt-quatre heures, et la première manche du Championnat IMSA GT 1994.

## Engagés
La liste officielle des engagés était composée de 71 voitures. 65 ont participé aux essais dont 8 en WSC, 22 en GTS et 35 en GTU.

## Course
Voici le classement provisoire au terme de la course,,.
- Les vainqueurs de chaque catégorie sont signalés par un fond jauni.
- Pour la colonne Pneus, il faut passer le curseur au-dessus du modèle pour connaître le manufacturier de pneumatiques.

| Pos.   | Classe | N° | Écurie                                        | Pilotes                                                                                           | Châssis                           | Pneus | Tours | Temps                   |
| Pos.   | Classe | N° | Écurie                                        | Pilotes                                                                                           | Moteur                            | Pneus | Tours | Temps                   |
| ------ | ------ | -- | --------------------------------------------- | ------------------------------------------------------------------------------------------------- | --------------------------------- | ----- | ----- | ----------------------- |
| 1      | GTS    | 76 | Cunningham Racing                             | Scott Pruett Butch Leitzinger Paul Gentilozzi Steve Millen (en)                                   | Nissan 300ZX Turbo                | Y     | 707   | 24 h 00 min 54 s 016    |
| 1      | GTS    | 76 | Cunningham Racing                             | Scott Pruett Butch Leitzinger Paul Gentilozzi Steve Millen (en)                                   | Nissan 3,0 l V6 Turbo             | Y     | 707   | 24 h 00 min 54 s 016    |
| 2      | GTS    | 86 | Larbre Compétition                            | Bob Wollek Dominique Dupuy Jesús Pareja Jürgen Barth                                              | Porsche 964 Bi-Turbo              | G     | 683   | + 24 tours              |
| 2      | GTS    | 86 | Larbre Compétition                            | Bob Wollek Dominique Dupuy Jesús Pareja Jürgen Barth                                              | Porsche Flat-6 Bi-Turbo           | G     | 683   | + 24 tours              |
| 3      | GTU    | 65 | Heico Competition                             | Ulli Richter Karl-Heinz Wlazik Dirk Ebeling Gunter Döbler                                         | Porsche 964 Carrera RSR           | P     | 671   | + 36 tours              |
| 3      | GTU    | 65 | Heico Competition                             | Ulli Richter Karl-Heinz Wlazik Dirk Ebeling Gunter Döbler                                         | Porsche 3,8 l Flat-6 Atmo         | P     | 671   | + 36 tours              |
| 4      | GTU    | 02 | Rohr Corporation                              | Frank Katthöfer Bernd Mayländer Harald Grohs Mark Sandridge                                       | Porsche 964 Carrera RSR           |       | 670   | + 37 tours              |
| 4      | GTU    | 02 | Rohr Corporation                              | Frank Katthöfer Bernd Mayländer Harald Grohs Mark Sandridge                                       | Porsche 3,8 l Flat-6 Atmo         |       | 670   | + 37 tours              |
| 5      | GTS    | 6  | Brix Racing                                   | Tommy Riggins R. K. Smith (en) Price Cobb Irv Hoerr (en)                                          | Oldsmobile Cutlass Supreme (en)   | G     | 665   | + 42 tours              |
| 5      | GTS    | 6  | Brix Racing                                   | Tommy Riggins R. K. Smith (en) Price Cobb Irv Hoerr (en)                                          | Oldsmobile 5,3 l V8 Atmo          | G     | 665   | + 42 tours              |
| 6      | GTU    | 00 | Konrad Motorsport                             | Cor Euser Antônio Hermann Maurizio Sandro Sala Franz Konrad                                       | Porsche 964 Carrera RSR           | P     | 664   | + 43 tours              |
| 6      | GTU    | 00 | Konrad Motorsport                             | Cor Euser Antônio Hermann Maurizio Sandro Sala Franz Konrad                                       | Porsche 3,8 l Flat-6 Atmo         | P     | 664   | + 43 tours              |
| 7      | GTS    | 94 | Morrison Motorsports                          | John Heinricy (en) Andy Pilgrim Stu Hayner Boris Said                                             | Chevrolet Corvette ZR-1           | G     | 658   | + 49 tours              |
| 7      | GTS    | 94 | Morrison Motorsports                          | John Heinricy (en) Andy Pilgrim Stu Hayner Boris Said                                             | Modèle:Chevrolet 5,7 l V8 Atmo    | G     | 658   | + 49 tours              |
| 8      | GTU    | 79 | Freisinger Motorsport                         | Edgar Dören Gualtiero Garibaldi Luigino Pagotto Sandro Angelastri                                 | Porsche 964 Carrera RSR           | Y     | 656   | + 51 tours              |
| 8      | GTU    | 79 | Freisinger Motorsport                         | Edgar Dören Gualtiero Garibaldi Luigino Pagotto Sandro Angelastri                                 | Porsche 3,8 l Flat-6 Atmo         | Y     | 656   | + 51 tours              |
| 9      | WSC    | 2  | Brix Racing                                   | Jeremy Dale (en) Ruggero Melgrati Bob Schader Price Cobb                                          | Spice AK93                        | G     | 651   | + 56 tours              |
| 9      | WSC    | 2  | Brix Racing                                   | Jeremy Dale (en) Ruggero Melgrati Bob Schader Price Cobb                                          | Oldsmobile V8 Atmo                | G     | 651   | + 56 tours              |
| 10     | WSC    | 63 | Downing/Atlanta Racing                        | Wayne Taylor Hugh Fuller Charles Morgan Jim Downing                                               | Kudzu DG-3 WSC                    | G     | 650   | + 57 tours              |
| 10     | WSC    | 63 | Downing/Atlanta Racing                        | Wayne Taylor Hugh Fuller Charles Morgan Jim Downing                                               | Mazda 3-Rotor                     | G     | 650   | + 57 tours              |
| 11     | GTS    | 5  | Brix Racing                                   | John Fergus Mark Dismore (en) Tommy Riggins Darin Brassfield (en)                                 | Oldsmobile Cutlass Supreme (en)   | G     | 634   | + 73 tours              |
| 11     | GTS    | 5  | Brix Racing                                   | John Fergus Mark Dismore (en) Tommy Riggins Darin Brassfield (en)                                 | Oldsmobile 5,3 l V8 Atmo          | G     | 634   | + 73 tours              |
| 12     | GTS    | 99 | Konrad Motorsport                             | Nick Ham Mikael Gustavsson Kalman Bodis Maurizio Sandro Sala Franz Konrad Bernd Netzeband         | Porsche 964 Bi-Turbo              | P     | 632   | + 75 tours              |
| 12     | GTS    | 99 | Konrad Motorsport                             | Nick Ham Mikael Gustavsson Kalman Bodis Maurizio Sandro Sala Franz Konrad Bernd Netzeband         | Porsche Flat-6 Bi-Turbo           | P     | 632   | + 75 tours              |
| 13     | GTU    | 77 | Team Gunnar                                   | Jay Cochran Ferdinand de Lesseps Michel Aouate                                                    | Porsche 911 Turbo                 |       | 630   | + 77 tours              |
| 13     | GTU    | 77 | Team Gunnar                                   | Jay Cochran Ferdinand de Lesseps Michel Aouate                                                    | Porsche Flat-6 Turbo              |       | 630   | + 77 tours              |
| 14     | GTU    | 73 | Jack Lewis Enterprises Ltd.                   | Jack Lewis John Bourassa Bob Beasley Joe Cogbill                                                  | Porsche 964 Carrera RSR           |       | 613   | + 94 tours              |
| 14     | GTU    | 73 | Jack Lewis Enterprises Ltd.                   | Jack Lewis John Bourassa Bob Beasley Joe Cogbill                                                  | Porsche 3,2 l Flat-6 Atmo         |       | 613   | + 94 tours              |
| 15     | GTU    | 37 | Ecurie Biennoise                              | Enzo Calderari Lilian Bryner Renato Mastropietro (en) Ruggero Grassi                              | Porsche 964 Carrera RSR           |       | 612   | + 95 tours              |
| 15     | GTU    | 37 | Ecurie Biennoise                              | Enzo Calderari Lilian Bryner Renato Mastropietro (en) Ruggero Grassi                              | Porsche 3,8 l Flat-6 Atmo         |       | 612   | + 95 tours              |
| 16     | GTU    | 62 | Shelton Sports Cars                           | Didier Theys Steve Shelton (en) Art Coia Tom Shelton                                              | Ferrari 348 GTC                   | G     | 599   | + 108 tours             |
| 16     | GTU    | 62 | Shelton Sports Cars                           | Didier Theys Steve Shelton (en) Art Coia Tom Shelton                                              | Ferrari Tipo F119 3,4 l V8 Atmo   | G     | 599   | + 108 tours             |
| 17     | GTU    | 0  | Championship Porsche/Leigh Miller Racing (en) | Leigh Miller Kat Teasdale (en) John Graham Arthur Porter                                          | Porsche 968                       |       | 584   | + 123 tours             |
| 17     | GTU    | 0  | Championship Porsche/Leigh Miller Racing (en) | Leigh Miller Kat Teasdale (en) John Graham Arthur Porter                                          | Porsche 3,0 l I4 Turbo            |       | 584   | + 123 tours             |
| 18     | GTS    | 21 | Kent Painter                                  | Vic Rice Robert Nearn David Gooding Mauro Borella                                                 | Chevrolet Camaro                  |       | 541   | + 166 tours             |
| 18     | GTS    | 21 | Kent Painter                                  | Vic Rice Robert Nearn David Gooding Mauro Borella                                                 | Chevrolet V8 Atmo                 |       | 541   | + 166 tours             |
| 19     | GTS    | 51 | Bruce Trenery                                 | Andrew Osman Bruce Trenery Jeffrey Pattinson Thomas Bscher                                        | Oldsmobile Cutlass (en)           |       | 538   | + 169 tours             |
| 19     | GTS    | 51 | Bruce Trenery                                 | Andrew Osman Bruce Trenery Jeffrey Pattinson Thomas Bscher                                        | Oldsmobile                        |       | 538   | + 169 tours             |
| 20     | GTU    | 08 | Nissan Motorsports                            | Syunji Kasuya (en) Takamasa Nakagawa Steven Andskär                                               | Nissan Skyline GT-R               | T     | 532   | + 175 tours             |
| 20     | GTU    | 08 | Nissan Motorsports                            | Syunji Kasuya (en) Takamasa Nakagawa Steven Andskär                                               | Nissan RB26DETT 2,6 l I6 Bi-Turbo | T     | 532   | + 175 tours             |
| 21     | GTS    | 31 | Kent Painter                                  | Guy Kuster Joaquin DeSoto John Starkey Kent Painter                                               | Chevrolet Camaro                  |       | 524   | + 183 tours             |
| 21     | GTS    | 31 | Kent Painter                                  | Guy Kuster Joaquin DeSoto John Starkey Kent Painter                                               | Chevrolet V8 Atmo                 |       | 524   | + 183 tours             |
| 22     | GTS    | 71 | Churchill Transport                           | Jerry Churchill (en) Randy Churchill (en) Ken Bupp Guy Church                                     | Oldsmobile Cutlass (en)           |       | 519   | + 188 tours             |
| 22     | GTS    | 71 | Churchill Transport                           | Jerry Churchill (en) Randy Churchill (en) Ken Bupp Guy Church                                     | Oldsmobile Atmo                   |       | 519   | + 188 tours             |
| 23     | GTU    | 32 | Botero Racing Team                            | Rob Wilson (en) Felipe Solano Luis Rico Lucio Bernal Luis Alvun                                   | Mazda MX-6                        |       | 498   | + 209 tours             |
| 23     | GTU    | 32 | Botero Racing Team                            | Rob Wilson (en) Felipe Solano Luis Rico Lucio Bernal Luis Alvun                                   | Mazda 13B 1,3 l 2-Rotor           |       | 498   | + 209 tours             |
| 24     | GTS    | 13 | Anthony Puleo                                 | Anthony Puleo Craig Stone Ray Irwin Daniel Urrutia                                                | Chevrolet Camaro                  |       | 490   | + 217 tours             |
| 24     | GTS    | 13 | Anthony Puleo                                 | Anthony Puleo Craig Stone Ray Irwin Daniel Urrutia                                                | Chevrolet V8 Atmo                 |       | 490   | + 217 tours             |
| 25 DNF | GTS    | 59 | Brumos Racing (en)                            | Walter Röhrl Hurley Haywood Danny Sullivan Hans-Joachim Stuck                                     | Porsche 964 Turbo                 | G     | 467   | Courroie du ventilateur |
| 25 DNF | GTS    | 59 | Brumos Racing (en)                            | Walter Röhrl Hurley Haywood Danny Sullivan Hans-Joachim Stuck                                     | Porsche Flat-6 Bi-Turbo           | G     | 467   | Courroie du ventilateur |
| 26     | GTU    | 19 | Bill Auberlen                                 | Bill Auberlen Les Lindley Ron Finger Mike Sheehan                                                 | Mazda RX-7                        |       | 462   | + 245 tours             |
| 26     | GTU    | 19 | Bill Auberlen                                 | Bill Auberlen Les Lindley Ron Finger Mike Sheehan                                                 | Mazda Rotatif                     |       | 462   | + 245 tours             |
| 27     | GTS    | 87 | John Annis                                    | John Annis Louis Beall Claude Lawrence Chris Funk                                                 | Chevrolet Camaro                  |       | 447   | + 260 tours             |
| 27     | GTS    | 87 | John Annis                                    | John Annis Louis Beall Claude Lawrence Chris Funk                                                 | Chevrolet V8 Atmo                 |       | 447   | + 260 tours             |
| 28 DNF | GTS    | 25 | Kreider Racing, Inc.                          | Scott Watkins Dale Kreider Nort Northam Brian DeVries                                             | Oldsmobile Cutlass (en)           |       | 428   | Moteur                  |
| 28 DNF | GTS    | 25 | Kreider Racing, Inc.                          | Scott Watkins Dale Kreider Nort Northam Brian DeVries                                             | Oldsmobile Atmo                   |       | 428   | Moteur                  |
| 29     | GTU    | 57 | Kryderacing                                   | Reed Kryder Tommy Miller Larry Ray Frank Del Vecchio                                              | Nissan 240SX                      |       | 413   | + 294 tours             |
| 29     | GTU    | 57 | Kryderacing                                   | Reed Kryder Tommy Miller Larry Ray Frank Del Vecchio                                              | Nissan 3,0 l V6 Atmo              |       | 413   | + 294 tours             |
| 30 DNF | WSC    | 45 | Scandia Motorsports                           | Lon Bender Steve Fossett Andreas Fuchs Don Bell                                                   | Kudzu DG-2 WSC                    | G     | 410   | Moteur                  |
| 30 DNF | WSC    | 45 | Scandia Motorsports                           | Lon Bender Steve Fossett Andreas Fuchs Don Bell                                                   | Buick 3,4 l V6 Atmo               | G     | 410   | Moteur                  |
| 31 DNF | GTU    | 69 | Gustl Spreng Racing                           | Gustl Spreng Fritz Müller Kersten Jodexnis                                                        | Porsche 964 Carrera RSR           |       | 394   | Problème mécanique      |
| 31 DNF | GTU    | 69 | Gustl Spreng Racing                           | Gustl Spreng Fritz Müller Kersten Jodexnis                                                        | Porsche 3,8 l Flat-6 Atmo         |       | 394   | Problème mécanique      |
| 32 DNF | GTU    | 68 | Charles Coker Jr.                             | Arthur Pilla Hugh Johnson Joe Danaher Charles Coker                                               | Porsche 944 Turbo                 | G     | 390   | Problème mécanique      |
| 32 DNF | GTU    | 68 | Charles Coker Jr.                             | Arthur Pilla Hugh Johnson Joe Danaher Charles Coker                                               | Porsche I4 Turbo                  | G     | 390   | Problème mécanique      |
| 33     | GTS    | 93 | Morrison Motorsports                          | Jim Minneker Jeff Nowicki Scott Allman Ken Wilden                                                 | Chevrolet Corvette ZR-1           | G     | 390   | + 317 tours             |
| 33     | GTS    | 93 | Morrison Motorsports                          | Jim Minneker Jeff Nowicki Scott Allman Ken Wilden                                                 | Modèle:Chevrolet 5,7 l V8 Atmo    | G     | 390   | + 317 tours             |
| 34 DNF | GTU    | 52 | Angelo Cilli                                  | David Murry Angelo Cilli Tammy Jo Kirk (en) Anthony Lazzaro                                       | Porsche 911                       |       | 372   | Moteur                  |
| 34 DNF | GTU    | 52 | Angelo Cilli                                  | David Murry Angelo Cilli Tammy Jo Kirk (en) Anthony Lazzaro                                       | Porsche Flat-6                    |       | 372   | Moteur                  |
| 35 DNF | GTU    | 96 | John Mirro                                    | Don Knowles John Mirro Rick Sutherland Dirk Layer                                                 | Nissan 240SX                      | T     | 359   | Moteur                  |
| 35 DNF | GTU    | 96 | John Mirro                                    | Don Knowles John Mirro Rick Sutherland Dirk Layer                                                 | Nissan 3,0 l V6 Atmo              | T     | 359   | Moteur                  |
| 36 DNF | GTU    | 4  | Dibos Racing                                  | Juan Dibos Eduardo Dibós Chappuis Raúl Orlandini Dan Robson                                       | Mazda RX-7                        | Y     | 359   | Accident                |
| 36 DNF | GTU    | 4  | Dibos Racing                                  | Juan Dibos Eduardo Dibós Chappuis Raúl Orlandini Dan Robson                                       | Mazda Rotatif                     | Y     | 359   | Accident                |
| 37 DNF | GTU    | 48 | Chamberlain Engineering                       | Hilton Cowie Stephen Watson (en) George Fouché                                                    | Lotus Esprit Sport 300            |       | 354   | Moteur                  |
| 37 DNF | GTU    | 48 | Chamberlain Engineering                       | Hilton Cowie Stephen Watson (en) George Fouché                                                    | Lotus 2,2 l I4 Turbo              |       | 354   | Moteur                  |
| 38     | GTU    | 8  | Saeta Racing                                  | Henry Taleb Terry Andrews Jean-Pierre Michelet Wilson Amador                                      | Nissan 300ZX                      |       | 352   | + 355 tours             |
| 38     | GTU    | 8  | Saeta Racing                                  | Henry Taleb Terry Andrews Jean-Pierre Michelet Wilson Amador                                      | Nissan V8 Atmo                    |       | 352   | + 355 tours             |
| 39     | WSC    | 36 | Pegasus Racing                                | Paul Dallenbach Oliver Kuttner                                                                    | Pegasus                           | G     | 343   | + 364 tours             |
| 39     | WSC    | 36 | Pegasus Racing                                | Paul Dallenbach Oliver Kuttner                                                                    | BMW Atmo                          | G     | 343   | + 364 tours             |
| 40 DNF | WSC    | 16 | Dyson Racing                                  | James Weaver Rob Dyson (en) Scott Sharp John Paul Jr.                                             | Spice DR-3                        | G     | 339   | Pompe à huile           |
| 40 DNF | WSC    | 16 | Dyson Racing                                  | James Weaver Rob Dyson (en) Scott Sharp John Paul Jr.                                             | Ferrari 348 3,4 l V8 Atmo         | G     | 339   | Pompe à huile           |
| 41 DNF | GTS    | 75 | Cunningham Racing                             | Steve Millen (en) John Morton Johnny O'Connell                                                    | Nissan 300ZX Turbo                | Y     | 283   | Moteur                  |
| 41 DNF | GTS    | 75 | Cunningham Racing                             | Steve Millen (en) John Morton Johnny O'Connell                                                    | Nissan 3,0 l V6 Turbo             | Y     | 283   | Moteur                  |
| 42 DNF | GTU    | 82 | Wendy's Racing Team                           | Dick Greer Peter Uria Al Bacon Mike Mees                                                          | Mazda RX-7                        | G     | 258   | Problème mécanique      |
| 42 DNF | GTU    | 82 | Wendy's Racing Team                           | Dick Greer Peter Uria Al Bacon Mike Mees                                                          | Mazda Rotatif                     | G     | 258   | Problème mécanique      |
| 43 DNF | GTS    | 35 | Bill McDill                                   | Richard McDill Tom Juckette Bill McDill                                                           | Chevrolet Camaro                  | Y     | 253   | Moteur                  |
| 43 DNF | GTS    | 35 | Bill McDill                                   | Richard McDill Tom Juckette Bill McDill                                                           | Chevrolet V8 Atmo                 | Y     | 253   | Moteur                  |
| 44 DNF | GTU    | 26 | Alex Job Racing                               | Jim Pace Mike Smith Charles Slater Butch Hamlet                                                   | Porsche 911                       |       | 238   | Moteur                  |
| 44 DNF | GTU    | 26 | Alex Job Racing                               | Jim Pace Mike Smith Charles Slater Butch Hamlet                                                   | Porsche Flat-6 Atmo               |       | 238   | Moteur                  |
| 45 DNF | WSC    | 9  | Auto Toy Store, Inc.                          | Geoff Brabham Derek Bell Andy Wallace Morris Shirazi                                              | Spice SE89P                       | G     | 223   | Surchauffe              |
| 45 DNF | WSC    | 9  | Auto Toy Store, Inc.                          | Geoff Brabham Derek Bell Andy Wallace Morris Shirazi                                              | Chevrolet 6,0 l V8 Atmo           | G     | 223   | Surchauffe              |
| 46 DNF | WSC    | 44 | Scandia Motorsports                           | Fermín Vélez Ross Bentley (en) Tim McAdam Andy Evans                                              | Spice WSC94                       | G     | 223   | Surchauffe              |
| 46 DNF | WSC    | 44 | Scandia Motorsports                           | Fermín Vélez Ross Bentley (en) Tim McAdam Andy Evans                                              | Chevrolet V8 Atmo                 | G     | 223   | Surchauffe              |
| 47     | GTS    | 3  | O'Brien Motorsports, Inc.                     | Linda Pobst Margy Eatwell Tami Rai Busby Kat Teasdale (en) Leigh O'Brien                          | Chevrolet Camaro                  |       | 219   | + 488 tours             |
| 47     | GTS    | 3  | O'Brien Motorsports, Inc.                     | Linda Pobst Margy Eatwell Tami Rai Busby Kat Teasdale (en) Leigh O'Brien                          | Chevrolet V8 Atmo                 |       | 219   | + 488 tours             |
| 48 DNF | GTU    | 18 | Champion Porsche/Leigh Miller Racing (en)     | Roger Schramm Paul Lewis (en) Chuck Goldsborough Ludwig Heimrath Jr. (en)                         | Porsche 944 Turbo                 |       | 207   | Problème mécanique      |
| 48 DNF | GTU    | 18 | Champion Porsche/Leigh Miller Racing (en)     | Roger Schramm Paul Lewis (en) Chuck Goldsborough Ludwig Heimrath Jr. (en)                         | Porsche I4 Turbo                  |       | 207   | Problème mécanique      |
| 49 DNF | GTU    | 27 | Porsche Club EV                               | Olaf Manthey Oliver Mathai Wolfgang Mathai                                                        | Porsche 964 Carrera RSR           |       | 188   | Moteur                  |
| 49 DNF | GTU    | 27 | Porsche Club EV                               | Olaf Manthey Oliver Mathai Wolfgang Mathai                                                        | Porsche 3,8 l Flat-6 Atmo         |       | 188   | Moteur                  |
| 50 DNF | GTU    | 33 | Ralph Thomas                                  | Douglas Campbell Ralph Thomas Frank Jackson                                                       | Mazda RX-7                        | H     | 183   | Problème mécanique      |
| 50 DNF | GTU    | 33 | Ralph Thomas                                  | Douglas Campbell Ralph Thomas Frank Jackson                                                       | Mazda Rotatif                     | H     | 183   | Problème mécanique      |
| 51 DNF | GTS    | 72 | Champion Porsche                              | Bill Adam (en) Juan Manuel Fangio II Brian Redman Mike Peters                                     | Porsche 964 Turbo                 | G     | 177   | Accident                |
| 51 DNF | GTS    | 72 | Champion Porsche                              | Bill Adam (en) Juan Manuel Fangio II Brian Redman Mike Peters                                     | Porsche Flat-6 Turbo              | G     | 177   | Accident                |
| 52 DNF | GTU    | 70 | Dynamic Air Conditioning                      | Bill Ferran Bruce Jones Ray Hendricks Jay Kjoller                                                 | Porsche 911                       | G     | 172   | Boite de vitesses       |
| 52 DNF | GTU    | 70 | Dynamic Air Conditioning                      | Bill Ferran Bruce Jones Ray Hendricks Jay Kjoller                                                 | Porsche Flat-6 Atmo               | G     | 172   | Boite de vitesses       |
| 53 DNF | GTU    | 42 | Rudolf Brent                                  | Stig Amthor Rolf Kuhn Philippe de Craene Philippe Olczyk                                          | Porsche 964 Carrera RSR           |       | 171   | Moteur                  |
| 53 DNF | GTU    | 42 | Rudolf Brent                                  | Stig Amthor Rolf Kuhn Philippe de Craene Philippe Olczyk                                          | Porsche 3,8 l Flat-6 Atmo         |       | 171   | Moteur                  |
| 54 DNF | WSC    | 11 | Tony Kester                                   | Stan Cleva Rob Mingay Joseph Hamilton Tony Kester                                                 | Tiga GT286 Spyder                 | G     | 160   | Roue                    |
| 54 DNF | WSC    | 11 | Tony Kester                                   | Stan Cleva Rob Mingay Joseph Hamilton Tony Kester                                                 | Mazda Rotatif                     | G     | 160   | Roue                    |
| 55     | GTS    | 23 | Curren Motorsports                            | Tom Curren Ed de Long Robert Borders (en)                                                         | Oldsmobile Cutlass (en)           |       | 153   | + 554 tours             |
| 55     | GTS    | 23 | Curren Motorsports                            | Tom Curren Ed de Long Robert Borders (en)                                                         | Oldsmobile Atmo                   |       | 153   | + 554 tours             |
| 56 DNF | GTS    | 50 | Overbagh Racing                               | Oma Kimbrough David Kicak Robert McElheny Max Schmidt C. J. Johnson Hoyt Overbagh Mark Montgomery | Chevrolet Camaro                  |       | 61    | Problème mécanique      |
| 56 DNF | GTS    | 50 | Overbagh Racing                               | Oma Kimbrough David Kicak Robert McElheny Max Schmidt C. J. Johnson Hoyt Overbagh Mark Montgomery | Chevrolet V8 Atmo                 |       | 61    | Problème mécanique      |
| 57 DNF | GTU    | 78 | Pettit Racing                                 | Cameron Worth Bill Weston                                                                         | Mazda RX-7                        |       | 58    | Accident                |
| 57 DNF | GTU    | 78 | Pettit Racing                                 | Cameron Worth Bill Weston                                                                         | Mazda Rotatif                     |       | 58    | Accident                |
| 58 DNF | GTU    | 24 | Saeta Racing                                  | Alfonso Darquea Carlos Paredas Macelo Darquea Andres Izurieta Henry Bradley                       | Toyota Corolla                    |       | 51    | Problème mécanique      |
| 58 DNF | GTU    | 24 | Saeta Racing                                  | Alfonso Darquea Carlos Paredas Macelo Darquea Andres Izurieta Henry Bradley                       | Toyota 1,6 l I4 Atmo              |       | 51    | Problème mécanique      |
| 59 DNF | GTS    | 04 | Art Cross                                     | Art Cross Len McCue Jim Christ Kerry Hitt Mark Kennedy                                            | Chevrolet Camaro                  |       | 31    | Moteur                  |
| 59 DNF | GTS    | 04 | Art Cross                                     | Art Cross Len McCue Jim Christ Kerry Hitt Mark Kennedy                                            | Chevrolet V8 Atmo                 |       | 31    | Moteur                  |
| 60 DNF | GTU    | 58 | Pro Technic Racing                            | Sam Shalala Ernie Lader Omar Daniel Alex Tradd Frank Beard                                        | Porsche 911                       |       | 19    | Moteur                  |
| 60 DNF | GTU    | 58 | Pro Technic Racing                            | Sam Shalala Ernie Lader Omar Daniel Alex Tradd Frank Beard                                        | Porsche Flat-6 Atmo               |       | 19    | Moteur                  |
| 61 DNF | GTU    | 91 | Mel A. Butt                                   | C. Lorin Hicks Mel Butt Tommy Johnson Ronald Zitza                                                | Porsche 911                       |       | 12    | Moteur                  |
| 61 DNF | GTU    | 91 | Mel A. Butt                                   | C. Lorin Hicks Mel Butt Tommy Johnson Ronald Zitza                                                | Porsche Flat-6 Atmo               |       | 12    | Moteur                  |
| 62 DNF | GTU    | 07 | Commercial Motorsports                        | Rick Bye Harry Hatch Raymond David                                                                | Porsche 968                       |       | 8     | Moteur                  |
| 62 DNF | GTU    | 07 | Commercial Motorsports                        | Rick Bye Harry Hatch Raymond David                                                                | Porsche 3,0 l I4 Turbo            |       | 8     | Moteur                  |
| Np.    | GTU    | 01 | Rohr Corporation                              | Jochen Rohr John O'Steen Larry Schumacher Jeff Zwart (en)                                         | Porsche 964 Carrera RSR           |       |       | Accident                |
| Np.    | GTU    | 01 | Rohr Corporation                              | Jochen Rohr John O'Steen Larry Schumacher Jeff Zwart (en)                                         | Porsche 3,8 l Flat-6 Atmo         |       |       | Accident                |
| Np.    | GTU    | 47 | Chamberlain Engineering                       | Thorkild Thyrring Doc Bundy (en) Jürgen Lässig Harry Nuttall (en)                                 | Lotus Esprit Sport 300            |       |       | Boite de vitesses       |
| Np.    | GTU    | 47 | Chamberlain Engineering                       | Thorkild Thyrring Doc Bundy (en) Jürgen Lässig Harry Nuttall (en)                                 | Lotus 2,2 l I4 Turbo              |       |       | Boite de vitesses       |
| Np.    | GTU    | 61 |                                               | Danny Marshall (en) John Biggs Weldon Scrogham Cole Scrogham Bob Rost                             | Porsche 964 Carrera RSR           |       |       |                         |
| Np.    | GTU    | 61 | Porsche 3,8 l Flat-6 Atmo                     | Danny Marshall (en) John Biggs Weldon Scrogham Cole Scrogham Bob Rost                             |                                   |       |       |                         |

## Pole position et record du tour
- Pole position :  Fermín Vélez (#44 Spice WSC94) en 1 min 45 s 934
- Meilleur tour en course :  Fermín Vélez (#44 Spice WSC94) en 1 min 45 s 934